# 206ª Divisione costiera
La 206ª Divisione Costiera era una divisione di fanteria del Regio Esercito Italiano durante la seconda guerra mondiale.
Le divisioni costiere del Regio Esercito erano divisioni di seconda linea formate con riservisti ed equipaggiate con materiale di seconda scelta. Reclutati localmente, erano spesso comandati da ufficiali richiamati dal pensionamento.

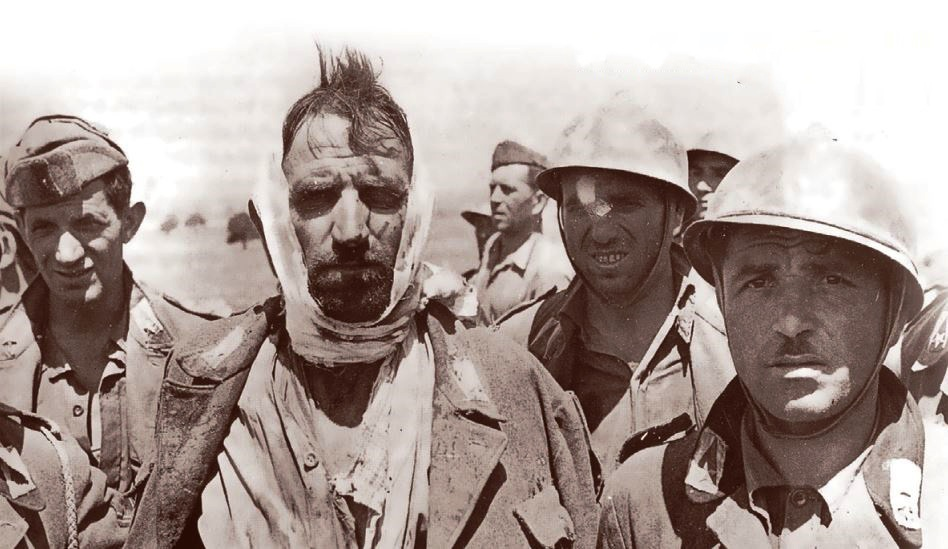
Soldati della 206ª divisione costiera fatti prigionieri dalle forze britanniche. Tipico dell'equipaggiamento di seconda categoria fornito alle divisioni costiere, i soldati indossano elmetti Adrian della prima guerra mondiale, piuttosto che i più moderni elmetti M33.

## Storia
La divisione fu attivata il 15 novembre 1941 a Catania, mediante la riorganizzazione del VI Comando Settore Costiero. La nuova unità fu assegnata al XVI Corpo d’Armata, cui spettava la responsabilità della difesa della parte orientale della Sicilia.
Il comando della divisione fu affidato al generale Achille d’Havet, con sede del quartier generale a Modica.
La divisione aveva il compito di difendere il tratto costiero compreso tra Punta Braccetto, nel territorio di Santa Croce Camerina, e l’Arenella, a sud di Siracusa. L’intero settore si estendeva per circa 132 chilometri.
In origine, la forza della divisione era costituita da circa 400 ufficiali e 8.000 uomini; successivamente, in seguito all’allarme del 22 maggio 1943, l’organico fu ampliato fino a 450 ufficiali e 9.600 uomini.
Come altre unità costiere dislocate sull’isola, la 206ª Divisione soffriva di una marcata disproporzione tra compiti e mezzi disponibili. Al momento dello sbarco, essa disponeva di otto battaglioni schierati lungo il fronte, equivalenti a una media di 36 uomini per chilometro. Le dotazioni comprendevano:
- 215 fucili mitragliatori (1,6 per chilometro);
- 474 mitragliatrici (1 ogni 278 metri);
- 34 mortai da 81 mm (1 ogni 4 chilometri);
- 56 pezzi di artiglieria ripartiti in 14 batterie (1 ogni 2,4 chilometri).

Il 10 luglio 1943, la divisione si trovò ad affrontare l’invasione alleata della Sicilia, impegnandosi nella difesa dei settori in cui avvenne lo sbarco dell’Ottava Armata britannica. I combattimenti si concentrarono in particolare attorno alle località di Avola, Castelluzzo e Cassibile. La netta superiorità numerica e di equipaggiamento delle forze britanniche portò rapidamente alla disfatta della divisione, che l’11 luglio risultava già disgregata in piccoli nuclei isolati e circondati.
Il 12 luglio le residue sacche di resistenza furono eliminate, e la divisione fu dichiarata persa a causa degli eventi bellici.
L’ultimo messaggio del generale Achille d’Havet, trasmesso al comando del XVI Corpo d’Armata tramite piccioni viaggiatori, recitava:
Il messaggio partì alle ore 09:55 dell’11 luglio 1943 dalla Colombaia Nigro, una delle 14 colombaie militari fisse presenti in Sicilia. Fu affidato agli ultimi due colombi disponibili, che raggiunsero Messina alle 13:00 dopo un volo di 175 chilometri, alla velocità media di circa 60 km/h.
Le perdite effettive subite dalla divisione non sono note con precisione. In una relazione successiva, il generale D’Havet stimò un bilancio di 35-40 ufficiali caduti e tra 500 e 700 tra sottufficiali e soldati di truppa.

## Ordine di battaglia

### Composizione
- 206ª Divisione Costiera (generale di divisione Achille d'Havet)[4]
  - 122º Reggimento Costiero
    - CCXLIII Battaglione Costiero
    - CCCLXXIV Battaglione Costiero
    - CCCLXXV Battaglione Costiero

  - 123º Reggimento Costiero (colonnello Giuseppe Primaverile)[6]
    - CCCLXXXI Battaglione Fanteria Costiero (maggiore Ottorino Carpi)
      - I Compagnia - Sampieri (capitano Vincenzo Giardina)
      - II Compagnia - Fornace Penna, Sampieri
      - III Compagnia - Sampieri/Scicli (capitano Pietro Cecconi)
      - IV Compagnia - Scicli (in riserva reggimentale)
        - Plotone cacciatori carri (sottotenente Gioacchino Bilenchi)

    - CCCLXXXIII Battaglione Fanteria Costiero (tenente colonnello Francesco Milazzo)[6]
      - I Compagnia - Punta Secca
      - II Compagnia - Marina di Ragusa
        - Plotone mortai da 81 mm (sottotenente Vittorio Colombo)

      - III Compagnia - Villa Comitini, Donnalucata
      - IV Compagnia - Santa Croce Camerina (rincalzo di battaglione)
        - Plotone cacciatori carri (sottotenente Salvatore Costantino)

    - DXLII Battaglione Costiero

  - 146º Reggimento Costiero
    - CDXXX Battaglione Costiero
    - CDXXXVII Battaglione Costiero

  - 178º Reggimento Fanteria
    - CCCLXXXIX Battaglione Costiero - Scoglitti, tra la foce del fiume Dirillo e Capo Camarina (maggiore Roccuzzo)
    - DI Battaglione Costiero - Fattoria Randello, tra Capo Camarina e Punta Braccetto (maggiore Zotta)
    - DXXXVII Compagnia Mitraglieri - Scoglitti
    - XXI Gruppo Batterie da 75/27 (tenente colonnello Lauritana):
      - 451ª Batteria - tra Casa Strasattata e Punta Zafaglione, a sud-ovest di Vittoria
      - 288ª Batteria - foce del fiume Ippari, Capo Camarina, a sud di Vittoria
      - 452ª Batteria - Punta Braccetto

  - 44º Reggimento Artiglieria Costiera[6]
    - CII Gruppo Artiglieria Costiera (cannoni da campo 75/27)
    - CLXI Gruppo Artiglieria Costiera (cannoni pesanti 149/35)
    - CLXII Gruppo Artiglieria Costiera (precedentemente XXV Gruppo; gruppo da cannoni pesanti 149/35; trasferito alla XVIII Brigata costiera nell'aprile 1943) - Scicli (tenente colonnello Virgilio Pitruzzella
      - 491ª Batteria da cannoni pesanti 149/35 (precedentemente 73ª Batteria) - Cozzo Cappello, Santa Croce Camerina (capitani Guglielmo Tarro e Andrea Gemma)
      - 492ª Batteria da cannoni pesanti 149/35 (precedentemente 74ª Batteria) - Case Affumato, Sampieri, Scicli (tenente Francesco Marziano)
      - 35ª Batteria da 20 mm - Punta Secca

    - CLXIV Gruppo Artiglieria Costiera (cannoni pesanti 149/35)
    - CCIX Gruppo Artiglieria Costiera (obici 100/22)
    - CCXXIV Gruppo Artiglieria Costiera (obici 100/22)
    - 227ª Batteria di Artiglieria Costiera (obici 105/14)

  - CIV Battaglione Mitraglieri della Guardia alla Frontiera (capitano Giuseppe Maestri)[6]
    - 511ª Compagnia mitraglieri (aggregata al CCCLXXXIII Battaglione Fanteria Costiero) - Punta Secca (capitano Giuseppe Maestri)
    - 513ª Compagnia mitraglieri (aggregata al CCCLXXXI Battaglione Fanteria Costiero) - Sampieri (capitano Osvaldo Casalini)
    - 537ª Compagnia mitraglieri
    - 542ª Compagnia mitraglieri
    - 625ª Compagnia mitraglieri

  - 122º plotone di ingegneri misti
  - 123º plotone di ingegneri misti
  - 206ª Sezione Carabinieri
  - 163° ufficio postale da campo
  - Divisione Servizi

Aggregato alla divisione:
- CCXXXIII Battaglione anticarro semovente (cannoni semoventi 47/32 L40)
- Treno armato 102/1/T, a Siracusa (6 cannoni navali 102/35 Mod. 1914, 4 cannoni antiaerei 20/77[7]

### Posti di blocco

#### P.B.C. 451
Il Posto di Blocco Costiero 451 era situato lungo la Strada Comunale 35, in corrispondenza dell’incrocio con Contrada Pellegrino. Aveva il compito di sorvegliare e difendere l’accesso sud del centro abitato di Santa Croce Camerina. Il comando dell’unità era affidato al capitano Vincenzo Serra, con sede presso il caposaldo di Villa Comitini, ubicato nelle immediate vicinanze. Il P.B.C. 451 era dotato di artiglieria leggera e media, tra cui un cannone controcarro da 47/32 Mod. 1935, un pezzo da 75 mm di fabbricazione francese e un cannone Škoda, frutto di preda bellica tedesca. A supporto della funzione di controllo costiero, era presente anche un posto di osservazione situato poco distante, sempre nell’area di Villa Comitini.

#### P.B.C. 452 (Villa Criscione)
Il Posto di Blocco Costiero 452 era collocato lungo la Strada Provinciale 25, in prossimità di Villa Criscione. Costituiva il presidio più rilevante dell’intero settore difensivo, poiché controllava un nodo viario strategico che collegava Ragusa, Scicli, Santa Croce Camerina e il litorale in direzione di Marina di Ragusa. Il presidio comprendeva un ufficiale e 32 uomini di truppa.
L’area del P.B.C. 452 era suddivisa in quattro settori operativi:
- Zona A, orientata verso Ragusa;
- Zona B, in direzione di Marina di Ragusa;
- Zona C, lungo la SP 37 verso Santa Croce Camerina;
- Zona D, lungo la SP 37 in direzione di Scicli.

Il posto di blocco disponeva di due postazioni fortificate in calcestruzzo di tipo A3, predisposte per mitragliatrici, costruite in muratura e pietrame. Inoltre, erano presenti blocchi di cemento con scanalature, progettati per sbarrare la carreggiata (due dei quali risultano tuttora esistenti). La postazione di comando si trovava all’intersezione tra le zone B e D, in un punto attualmente occupato da una struttura agrituristica.

#### P.B.C. 453
Il Posto di Blocco Costiero 453 era posizionato circa 2 chilometri a sud di Scicli e comprendeva due sbarramenti principali:
- Sbarramento 1, lungo la Strada Provinciale 40;
- Sbarramento 2, sulla Contrada Passo Piano.

Entrambi gli sbarramenti costringevano i veicoli a un percorso a serpentina e includevano feritoie per il fuoco difensivo. Il presidio era dotato anche di un ricovero per il personale di guardia. In prossimità del P.B.C. 453 si trovava la sede del comando del 313º Battaglione Costiero, situata presso Villa Mormino.

## Ufficiali comandanti
L'ufficiale in comando della divisione era il generale di divisione Achille d'Havet (15 novembre 1941 - 12 luglio 1943, prigioniero di guerra).